# Гарбуз, Александр Иванович
Александр Иванович Гарбуз (1919 — 12 января 1943) — летчик-штурмовик, старший лейтенант ВВС. Участник Великой Отечественной войны с 1941 года. 3 августа 1942 года у д. Ларионов Остров под Ленинградом направил горящий Ил-2 на колонну противника и остался жив. 12 января 1943 года не вернулся с боевого задания.

## Биография
Родился в шахтерском поселке Бунге (позднее переименованного в Юнокоммунаровск) области Войска Донского (ныне Донецкая область Донецкой народной республики) в 1919 году в семье шахтера. Отец – Иван Фёдорович Гарбуз. В РККА с 1938 года.
Проходил службу на летных должностях в 37-м и 37-м «А» скоростных бомбардировочных авиационных полках, в 448-м штурмовом авиаполку 281-й штурмовой авиадивизии. На фронтах войны с 22 июня 1941 года на Западном фронте, затем в составе 448-го штурмового авиаполка на  Волховском фронте. К 1942 году лейтенант Гарбуз занимал должность командира звена.
3 августа 1942 года четыре Ил-2 под командованием лейтенанта А. Р. Зинченко, в составе которых А. И. Гарбуз был ведущим второй пары, вылетели на уничтожение живой силы противника на Киришском направлении. При второй атаке на цель, во время пикирования, зенитный снаряд угодил в бензобак, самолёт Гарбуза загорелся. Пламя проникало в кабину, охватило одежду лётчика, обожгло руки и лицо. Продолжать полёт стало невозможным. Лётчик заметил на дороге южнее Новых Киришей вражескую колонну и решил таранить её. Чтобы нанести как можно больший урон, он сделал наименьший угол атаки, дал полный газ и стрелял до самой земли из пулеметов и пушек. Горящий самолёт врезался в гущу колонны.
Возвратившись с боевого задания, лейтенант Зинченко доложил командиру полка капитану А. А. Баешко о выполнении боевого задания и о героическом подвиге Александра Гарбуза. Лётчики подтвердили, что всё на дороге горело, валялись машины и трупы немецких солдат. Все на аэродроме тяжело переживали гибель товарища.
Но А. И. Гарбуз чудом остался жив. При ударе самолёт разрушился, лётчик в кабине потерял сознание, но вскоре от взрыва пришёл в себя. Превозмогая боль, выбрался из кабины и скрылся в близлежащем лесу. Спустя трое суток добрался до своих. Не долечившись в госпитале, вернулся в свой полк. Ожоги были настолько сильными, что спать на спине он не мог. Сидеть ему тоже было тяжело, он больше ходил. Однополчане поддерживали его как могли. Врач полка капитан В. И. Бояринов залечивал ему раны и ожоги. Гарбуз проявил невероятное терпение и волю, настойчивость и опять стал летать на Ил-2 и громить врага, стал мастером штурмовых атак. Накануне боев по прорыву блокады Ленинграда вступил в ряды ВКП(б).
В конце 1942 года А. И. Гарбузу присвоено звание старшего лейтенанта, он был назначен заместителем командира эскадрильи. 3 ноября 1942 года он первым в дивизии был награждён орденом Ленина.
12 января 1943 года в бою при прорыве блокады Ленинграда во время выполнения боевого задания в районе Синявина погиб вместе с воздушным стрелком, младшим сержантом К. А. Рыбко.